# Seznam provinc v Belgiji
Država Belgija se deli na tri regije. Dve od teh regij, Flemska Regija in Valonska Regija, se obe delita še na 5 provinc. Tretja regija, Bruseljska Regija, se ne deli na province, saj je bila pred svojim nastankom samo majhen del druge province.

## Seznam
| Zastava | Grb | Provinca         | Nizozemsko ime  | Francosko ime       | Nemško ime         | Prestolnica | Governer          | Governer | Površina (km2) | Prebivalstvo (1. januar 2015) | Poštna številka                                            | HASC  | FIPS | ISO 3166-2:BE |
| ------- | --- | ---------------- | --------------- | ------------------- | ------------------ | ----------- | ----------------- | -------- | -------------- | ----------------------------- | ---------------------------------------------------------- | ----- | ---- | ------------- |
|         |     | Antwerp          | Antwerpen       | Anvers              | Antwerpen          | Antwerpen   | Cathy Berx        | od 2008  | 2860           | 1,813,282                     | 2000-2999                                                  | BE.AN | BE01 | VAN           |
|         |     | Vzhodna Flamska  | Oost-Vlaanderen | Flandre orientale   | Ostflandern        | Gent        | Jan Briers        | od 2013  | 2982           | 1,477,346                     | 9000-9999                                                  | BE.OV | BE08 | VOV           |
|         |     | Flemski Brabant  | Vlaams-Brabant  | Brabant flamand     | Flämisch-Brabant   | Leuven      | Lodewijk De Witte | od 1995  | 2106           | 1,114,299                     | 1500-1999, 3000-3499                                       | BE.VB | BE12 | VBR           |
|         |     | Limburg          | Limburg         | Limbourg            | Limburg            | Hasselt     | Herman Reynders   | od 2009  | 2414           | 860,204                       | 3500-3999                                                  | BE.LI | BE05 | VLI           |
|         |     | Zahodna Flamska  | West-Vlaanderen | Flandre occidentale | Westflandern       | Brugge      | Carl Decaluwé     | od 2012  | 3151           | 1,178,996                     | 8000-8999                                                  | BE.WV | BE09 | VWV           |
|         |     | Hainaut          | Henegouwen      | Hainaut             | Hennegau           | Mons        | Guy Bracaval      | od 2013  | 3800           | 1,335,360                     | 7000-7999 (Zahod), 6000-6999 (Vzhod, skupaj z Luxemburgom) | BE.HT | BE03 | WHT           |
|         |     | Liège            | Luik            | Liège               | Lüttich            | Liège       | Hervé Jamar       | od 2015  | 3844           | 1,094,791                     | 4000-4999                                                  | BE.LG | BE04 | WLG           |
| or      |     | Luxemburg        | Luxemburg       | Luxembourg          | Luxemburg          | Arlon       | Olivier Schmitz   | od 2016  | 4443           | 278,748                       | 6000-6999 (skupaj z vzhodom Hainauta)                      | BE.LX | BE06 | WLX           |
|         |     | Namur            | Namen           | Namur               | Namür              | Namur       | Denis Mathen      | od 2007  | 3664           | 487,145                       | 5000-5999                                                  | BE.NA | BE07 | WNA           |
|         |     | Valonski Brabant | Waals-Brabant   | Brabant wallon      | Wallonisch-Brabant | Wavre       | Gilles Mahieu     | od 2015  | 1093           | 393,700                       | 1300-1499                                                  | BE.BW | BE10 | WBR           |